# 2024年4月8日日食
2024年4月8日日食是一次日全食，發生於2024年4月8日（基里巴斯部分區域和托克勞看到的日偏食在4月9日）。新月當天（即朔日），地球上觀測到月球和太阳的角距離極小，此時月球如果恰好在月球交點附近，穿過太阳和地球之間，與地球、太阳接近一直線，則會出現日食。月球本影接觸地表而使該區域完全得不到陽光，就會形成日全食，同時在本影兩側數千公里的半影範圍內遮擋部分陽光，形成日偏食。此次日全食經過了墨西哥、美國、加拿大，日偏食則覆蓋了大洋洲東部、北美洲絕大部分及周邊部分地區。
另外，发生在4月初的日全食由于全食带横穿超过半个北美洲地区，而在月影所经过的国家或地区也有超过6亿人可欣赏到该日食，其中超過6.52億人可欣賞到日偏食，而日食前預計4380萬人將在月球本影所經過的地區可欣賞到日全食。也因此別称为“北美大日食”。而在其中，也与发生在2023年的“美洲大日食”相隔仅为一年。

## 日食概況

### 出現區域
本次日食開始時，月球本影在庫克群島波凱萊凱萊島西北約130公里處的太平洋最先接觸地表，當地在日出時最先看到日全食。然後本影向東偏北移動，覆蓋墨西哥海岸外雷維利亞希赫多群島中的索科羅島和聖貝內迪克托島，及瑪麗亞群島西北部之後，從墨西哥登上北美大陸，在杜蘭戈州納薩自治市西北部達到最大食分。此後本影繼續向東北斜貫墨西哥、美國和加拿大東南部，進入北大西洋，逐漸轉向東北移動，在日落時分結束於愛爾蘭西南約810公里的洋面。其中，世界三大瀑布之一尼亞加拉大瀑布也被本影完全覆蓋。
本次月球本影經過的陸地依次包括：
- 墨西哥：覆蓋了雷維利亞希赫多群島中的索科羅島和聖貝內迪克托島、納亞里特州瑪麗亞群島中的瑪麗亞·馬格達萊納島（María Magdalena）西部、聖母瑪利亞島（María Madre）、聖胡安尼托島（San Juanito）並經過該州大陸部分西北部和錫那羅亞州東南部，此後自西南向東北斜貫杜蘭戈州，又擦過奇瓦瓦州東南角後斜貫科阿韋拉州，其中最大食分位於杜蘭戈州塔薩自治區西北部；
- 美国：自西南向東北斜貫德克薩斯州，經過奧克拉荷馬州東南部後斜貫阿肯色州、密蘇里州東南部，擦過田納西州極西北角，經過肯塔基州西端和伊利诺伊州南部後斜貫印第安納州中南部和俄亥俄州，擦過密歇根州極東南角，經過賓夕法尼亞州西北部、紐約州西部和北部、佛蒙特州北部、新罕布什爾州北部後斜貫緬因州中北部；
- 加拿大：第一次入境經過安大略省東南部的伊利湖和安大略湖沿岸地區、魁北克省東南部，第二次入境自西向東貫穿新布藍茲維省，經過愛德華王子島省北部並貫穿紐芬蘭與拉布拉多省的紐芬蘭中南部。此外，首都渥太華位於全食帶北緣附近，能看到食分接近1的日偏食。[4][5]

除了狹窄的全食帶內能看見日全食之外，月球半影覆蓋範圍內都能看到日偏食，包括玻里尼西亞中東部，北美洲除阿拉斯加大部、加拿大與阿拉斯加交界地區、多米尼克中南部、向風群島以外的絕大部分（背風安的列斯群島中僅阿魯巴能看到日偏食），科隆群岛、哥倫比亞的加勒比海沿岸地區、委內瑞拉西北角，冰島、揚馬延島、斯瓦爾巴群島、法羅群島、愛爾蘭、英國西北部、伊比利亞半島西北角、亚速尔群岛、馬德拉群島、加那利群島中西部。上述區域雖然都在西半球，但基里巴斯在1995年將菲尼克斯群岛和萊恩群島的時區改為UTC+13和UTC+14，托克勞在2011年將時區改為UTC+13，因此這部分區域在4月9日看到日偏食。

此次日全食過程中月影在地表移動的動畫

### 基本參數
- 類型：日全食
- 食甚中心處（位於墨西哥杜蘭戈州塔薩自治區西北部）資料：
  - 時間：2024年4月8日18:17:18.3
  - 地點：25°17.2′N 104°8.3′W / 25.2867°N 104.1383°W
  - 食分：1.0566（全食帶內最大）
  - 本影寬度：197.5公里
  - 日全食持續時間：4分28.1秒
- 全食最長處資料：
  - 時間：2024年4月8日18:19:33
  - 地點：25°56′N 103°31′W / 25.933°N 103.517°W
  - 本影寬度：197.0公里
  - 日全食持續時間：4分28.2秒（全食帶內最長）[7]

## 相關的日食

### 2022-2025年的日食
月球交替位於相對的月球交點時，以半個交點年（食年），即約177天又4小時間隔出現下列日食。
| 日食列表  |           |           |           |           |           |           |           |           |           |           |           |
| 1997-2000 | 2000-2003 | 2004-2007 | 2008-2011 | 2011-2014 | 2015-2018 | 2018-2021 | 2022-2025 | 2026-2029 | 2029-2032 | 2033-2036 | 2036-2039 |

| 升交點                                    | 升交點                   |                            | 降交點                    | 降交點 |
| 沙羅周期                                  | 地圖                     | 沙羅周期                   | 地圖                      |        |
| 117 智利聖地亞哥的日偏食                  | 2022年4月30日 偏食（南） | 124 俄羅斯薩拉托夫的日偏食 | 2022年10月25日 偏食（北） |        |
| 129 發生於東帝汶的日全食現象              | 2023年4月20日 全環食     | 134 墨西哥坎佩切的日環食   | 2023年10月14日 環食       |        |
| 139 發生於美国,印第安纳波利斯的日全食現象 | 2024年4月8日 全食        | 144                        | 2024年10月2日 環食        |        |
| 149                                       | 2025年3月29日 偏食（北） | 154                        | 2025年9月21日 偏食（南）  |        |

### 沙羅周期
沙羅周期長度為18年11天。本次日食屬於沙羅周期139，共包含71次日食，依次為1501年5月17日至1609年7月30日的7次日偏食、1627年8月11日至1825年12月9日的12次全環食（亦稱混合食）、1843年12月21日至2601年3月26日的43次日全食、2619年4月6日至2763年7月3日的9次日偏食，總共歷時1262.11年。其中最長的全食為本周期第39次日食，發生於2186年7月16日，共持續7分29秒，是公元前4000年至公元6000年間持續時間最長的日全食。
下表列舉了1901年至2200年間發生的屬於該周期的日食，是第24至39次：
| 24            | 25            | 26            |
| ------------- | ------------- | ------------- |
| 1916年2月3日  | 1934年2月14日 | 1952年2月25日 |
| 27            | 28            | 29            |
| 1970年3月7日  | 1988年3月18日 | 2006年3月29日 |
| 30            | 31            | 32            |
| 2024年4月8日  | 2042年4月20日 | 2060年4月30日 |
| 33            | 34            | 35            |
| 2078年5月11日 | 2096年5月22日 | 2114年6月3日  |
| 36            | 37            | 38            |
| 2132年6月13日 | 2150年6月25日 | 2168年7月5日  |
| 39            |               |               |
| 2186年7月16日 |               |               |

## 資料來源
1. ↑  樊忠玉. . 中国天文科普网.   [2018-01-30]. （原始内容存档于2014-09-17）.
2. 1 2  Fred Espenak. . NASA Eclipse Web Site.   [2018-01-30]. （原始内容存档于2020-11-28）.（英文）
3. ↑  . StarWalk. 2024-03-26  [2024-03-29]. （原始内容存档于2024-03-29） （中文（简体））.
4. ↑  Fred Espenak. . NASA Eclipse Web Site.   [2018-01-30]. （原始内容存档于2020-11-09）.（英文）
5. ↑  Xavier M. Jubier. .   [2018-01-30]. （原始内容存档于2019-11-08）.（法文）（英文）
6. ↑  Fred Espenak. . NASA Eclipse Web Site.   [2018-01-30]. （原始内容存档于2019-01-18）.（英文）
7. ↑  Fred Espenak. . NASA Eclipse Web Site.   [2018-01-30]. （原始内容存档于2020-10-19）.（英文）
8. ↑  Fred Espenak. . NASA Eclipse Web Site.（英文）
9. ↑  Fred Espenak. . NASA Eclipse Web Site （英语）.

## 外部連結
- NASA日食專頁（页面存档备份，存于）（英文）
- 可見區域圖和時間統計：由弗雷德·埃斯佩纳克做出的日食預報，NASA/GSFC
  - Google互動地圖呈現的日食範圍
  - 貝塞爾元素
- Google地圖顯示的日全食和日偏食範圍（页面存档备份，存于）（法文）（英文）

| \| \| 日食 \|                              |                             |                                           |
| 上一次日食： 2023年10月14日日食 （日環食） | 2024年4月8日日食 （日全食） | 下一次日食： 2024年10月2日日食 （日環食） |
| 上一次日全食： 2021年12月4日日食           | 2024年4月8日日食 （日全食） | 下一次日全食： 2026年8月12日日食          |
|                                            | 日食                        |                                           |